# Orthodontium longisetum
Orthodontium longisetum là một loài rêu trong họ Bryaceae. Loài này được Hampe mô tả khoa học đầu tiên năm 1863.